# Edward Charles Stuart Baker
Edward Charles Stuart Baker (1864 – 16 de abril de 1944) foi um ornitologista e oficial de polícia britânico. Formado pela Trinity College em Stratford-upon-Avon, serviu como agente policial nas Índia, na época colônia britânica. Foi neste país que desenvolveu o seu interesse por Ornitologia.

## Trabalhos publicados

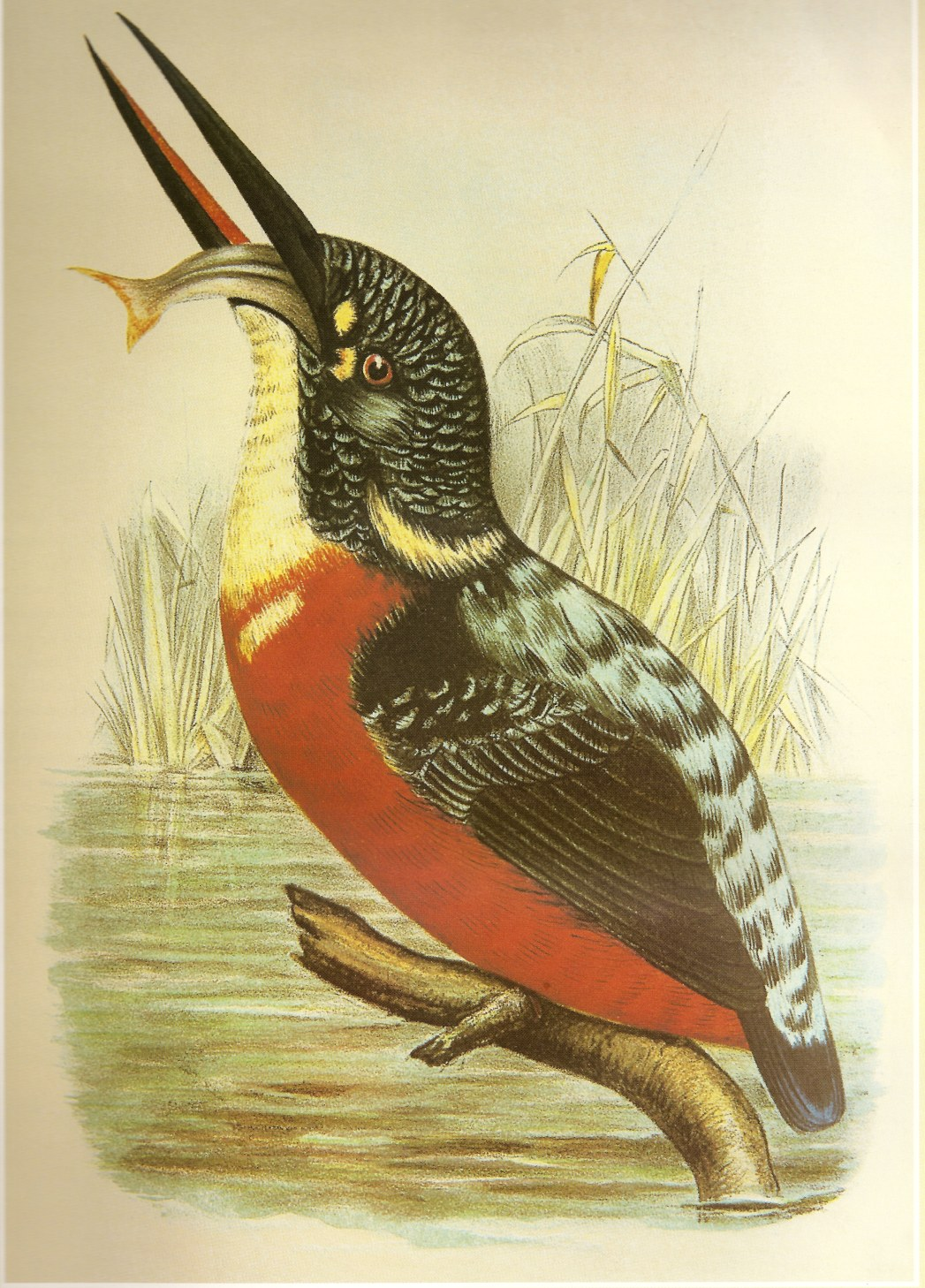
Alcedo hercules pintado por Edward Charles Stuart Baker

- Baker, E. C. S. (1930): The game birds of the Indian Empire, Vol V: The Waders and other semi-sporting birds, Part XII. Journ. Bombay Nat. Hist. Soc.. 34(3), 613-622.
- Baker, E. C. S. (1930): The game birds of the Indian Empire. Part 13. Journ. Bombay Nat. Hist. Soc.. 34(3), 859-876.
- Baker, E. C. S. (1933): The game birds of the Indian Empire. Vol. V. The waders and other semi-sporting birds. Part XIX. Journ. Bombay Nat. Hist. Soc.. 36(2), 293-306.
- Baker, E. C. S. (1931): The game birds of the Indian Empire. Vol. V. The Waders and other semi-sporting birds. Part XIV. Journ. Bombay Nat. Hist. Soc.. 35(1), 1-12.
- Baker, E. C. S. (1920): The game birds of India, Burma and Ceylon, Part 29. Journ. Bombay Nat. Hist. Soc.. 27(1), 1-24.
- Baker, E. C. S. (1920): The game birds of India, Burma and Ceylon, Part 30. Journ. Bombay Nat. Hist. Soc.. 27(2), 193-210.
- Baker, E. C. S. (1921): The game birds of India, Burma and Ceylon, Part 31. Journ. Bombay Nat. Hist. Soc.. 27(3), 417-430.
- Baker, E. C. S. (1921): The game birds of India, Burma and Ceylon, Part 30. Journ. Bombay Nat. Hist. Soc.. 27(4), 651-664.
- Baker, E. C. S. (1930): The game birds of the Indian Empire, Vol V. The Waders and other semi-sporting birds, Part XI. Journ. Bombay Nat. Hist. Soc.. 34(1), 1-11.
- Baker, E. C. S. (1931): The game birds of the Indian Empire, Vol, V. The Waders and other semi-sporting birds. Part XIII. Journ. Bombay Nat. Hist. Soc.. 34(4), 859-876.
- Baker, E. C. S. (1932): The game birds of the Indian Empire. Vol. V. The Waders and other semi-sporting birds.Part XVI. Journ. Bombay Nat. Hist. Soc.. 35(3), 475-483.
- Baker, E. C. S. (1934): The game birds of the Indian Empire. Vol V. The waders and other semi-sporting birds. Part XX. Journ. Bombay Nat. Hist. Soc.. 37(1), 1-14.
- Baker, E. C. S. (1934): The game birds of the Indian Empire, part 21. Journ. Bombay Nat. Hist. Soc.. 37(2), 245-254.
- Baker, E. C. S. (1942): Information wanted regarding cuckoos. Jour. Bengal Nat. Hist. Soc. 17(2), 53-56.
- Baker, E. C. S. (1943): Information wanted regarding cuckoos. Jour. Bengal Nat. Hist. Soc. 17(3), 92-95.
- Baker, E. C. S. (1914): The game birds of India, Burma and Ceylon. Part XIII. Journ. Bombay Nat. Hist. Soc.. 23(1), 1-22.
- Baker, E. C. S. (1914): The game birds of India, Burma and Ceylon, part XIV. Journ. Bombay Nat. Hist. Soc.. 23(2), 183-196.
- Baker, E. C. S. (1915): The game birds of India, Burma and Ceylon, part XV. Journ. Bombay Nat. Hist. Soc.. 23(3), 385-412.
- Baker, E. C. S. (1915): A review of the Indian Swans. Journ. Bombay Nat. Hist. Soc.. 23(3), 454-459.
- Baker, E. C. S. (1915): The game birds of India, Burma and Ceylon. Part XVI. Journ. Bombay Nat. Hist. Soc.. 23(4), 593-606.
- Baker, E. C. S. (1921): The game birds of India, Burma and Ceylon, part 30. Journ. Bombay Nat. Hist. Soc.. 28(1), 1-22.
- Baker, E. C. S. (1922): The game birds of India, Burma and Ceylon, part 31. Journ. Bombay Nat. Hist. Soc.. 28(2), 305-312.
- Baker, E. C. S. (1922): The game birds of India, Burma and Ceylon, part 32. Journ. Bombay Nat. Hist. Soc.. 28(3), 571-575.
- Baker, E. C. S. (1922): The game birds of India, Burma and Ceylon, Part 33. Journ. Bombay Nat. Hist. Soc.. 28(4), 823-829.
- Baker, E. C. S. (1924): The game birds of India, Burma and Ceylon, part 38. Journ. Bombay Nat. Hist. Soc.. 30(1), 1-11.
- Baker, E. C. S. (1925): The game birds of India, Burma and Ceylon, part 39. Journ. Bombay Nat. Hist. Soc.. 30(2), 236-241.
- Baker, E. C. S. (1928): The game birds of the Indian Empire, part 7. Journ. Bombay Nat. Hist. Soc.. 33(1), 1-6.
- Baker, E. C. S. (1929): The game birds of the Indian empire. Part 8. the crab plover. Journ. Bombay Nat. Hist. Soc.. 33(2), 223-228.
- Baker, E. C. S. (1929): The game birds of the Indian empire. Part 10. Journ. Bombay Nat. Hist. Soc.. 33(4), 745-752.
- Baker, E. C. S. (1931): The game birds of the Indian Empire, part 15. Journ. Bombay Nat. Hist. Soc.. 35(2), 241-253.
- Baker, E. C. S. (1932): The game birds of the Indian Empire, part 17. Journ. Bombay Nat. Hist. Soc.. 35(4), 703-721.
- Baker, E. C. S. (1935): The game birds of the Indian Empire. Vol 5 part 22. Journ. Bombay Nat. Hist. Soc.. 38(1), 1-5.
- Baker, E. C. S. (1920): Birds of the Indian Empire: Hand-list of the "Birds of India". Journ. Bombay Nat. Hist. Soc.. 27(2), 228-247.
- Baker, E. C. S. (1921): The birds of the Indian Empire: Hand-list of the "Birds of India." Part 2. Journ. Bombay Nat. Hist. Soc.. 27(3), 448-491.
- Baker, E. C. S. (1921): The birds of the Indian Empire: Hand-list of the "Birds of India", Part 3. Journ. Bombay Nat. Hist. Soc.. 27(4), 692-744.
- Baker, E. C. S. (1921): Birds of the Indian empire, part 4. Journ. Bombay Nat. Hist. Soc.. 28(1), 085-106.
- Baker, E. C. S. (1922): Birds of the Indian empire. Part 5. Journ. Bombay Nat. Hist. Soc.. 28(2), 313-333.
- Baker, E. C. S. (1922): Birds of the Indian empire, part 6. Journ. Bombay Nat. Hist. Soc.. 28(3), 576-594.
- Baker, E. C. S. (1922): Birds of the Indian empire, part 7. Journ. Bombay Nat. Hist. Soc.. 28(4), 0830-0873.
- Baker, E. C. S. (1924): A brief reply to some criticisms on the second edition of the 'avifauna of British India'. Journ. Bombay Nat. Hist. Soc.. 30(1), 207-209.
- Baker, E. C. S. (1932): Notes on the 'Fauna of British India : Birds'. vols. 4, 5 and 6 (new edition). Journ. Bombay Nat. Hist. Soc.. 35(4), 873.
- Baker, E. C. S. (1932): The game birds of the Indian Empire. Part 18. Journ. Bombay Nat. Hist. Soc.. 36(1), 1-12.
- Baker, E. C. S. (1919): Notes on two collections of birds from Seistan. Rec. Indian Mus. 18, 121-134.
- Baker, E. C. S. (1927): The game birds of the Indian Empire. Vol 5. the waders and other semi-sporting birds. Part 3. Journ. Bombay Nat. Hist. Soc.. 32(1), 1-13.
- Baker, E. C. S. (1927): The game birds of the Indian Empire. Vol 5. the waders and other semi-sporting birds. Part 4. Journ. Bombay Nat. Hist. Soc.. 32(2), 237-245.
- Baker, E. C. S. (1928): The game birds of the Indian Empire. Vol. 5. the waders and other semi-sporting birds. Part 5. Journ. Bombay Nat. Hist. Soc.. 32(3), 397-407.
- Baker, E. C. S. (1928): The game birds of the Indian Empire. Vol 5. the waders and other semi-sporting birds. Part 6. Journ. Bombay Nat. Hist. Soc.. 32(4), 617-621.
- Baker, E. C. S. (1926): The game birds of the Indian Empire. Vol 5. the waders and other semi-sporting birds. Part 1. Journ. Bombay Nat. Hist. Soc.. 31(2), 233-238.
- Baker, E. C. S. (1926): The game birds of the Indian Empire. Vol 5. the waders and other semi-sporting birds. Part 2. Journ. Bombay Nat. Hist. Soc.. 31(3), 533-546.
- Baker, E. C. S. (1923): The game birds of India, Burma and Ceylon. Part 34. Journ. Bombay Nat. Hist. Soc.. 29(1), 1-8.
- Baker, E. C. S. (1923): Hand-list of the "birds of India." part 8. Journ. Bombay Nat. Hist. Soc.. 29(1), 09-22.
- Baker, E. C. S. (1923): The game birds of India, Burma and Ceylon. Part 35. Journ. Bombay Nat. Hist. Soc.. 29(2), 309-317.
- Baker, E. C. S. (1923): The game birds of India, Burma and Ceylon. Part 36. Journ. Bombay Nat. Hist. Soc.. 29(3), 577-597.
- Baker, E. C. S. (1924): The game birds of India, Burma and Ceylon. Part 37. Journ. Bombay Nat. Hist. Soc.. 29(4), 849-863.
- Baker, E. C. S. (1934): The long-tailed duck. Journ. Bombay Nat. Hist. Soc.. 37(3), 549-552.
- Baker, E. C. S. (1915): The game birds of India, Burma and Ceylon. Part 17. Journ. Bombay Nat. Hist. Soc.. 24(1), 1-28.
- Baker, E. C. S. (1916): The game birds of India, Burma and Ceylon. Part 18. Journ. Bombay Nat. Hist. Soc.. 24(2), 201-223.
- Baker, E. C. S. (1916): The game birds of India, Burma and Ceylon. Part 19. Journ. Bombay Nat. Hist. Soc.. 24(3), 387-403.
- Baker, E. C. S. (1916): The game birds of India, Burma and Ceylon. Part 20. Journ. Bombay Nat. Hist. Soc.. 24(4), 623-638.
- Baker, E. C. S. (1918): The game birds of India, Burma and Ceylon. Part 25. Journ. Bombay Nat. Hist. Soc.. 26(1), 1-18.
- Baker, E. C. S. (1919): The game birds of India, Burma and Ceylon. Part 26. Journ. Bombay Nat. Hist. Soc.. 26(2), 319-337.
- Baker, E. C. S. (1919): Sub-species and the field naturalist. Journ. Bombay Nat. Hist. Soc.. 26(2), 518-524.
- Baker, E. C. S. (1919): The game birds of India, Burma and Ceylon, part 27. Journ. Bombay Nat. Hist. Soc.. 26(3), 705-715.
- Baker, E. C. S. (1920): The game birds of India, Burma and Ceylon. Part 28. Journ. Bombay Nat. Hist. Soc.. 26(4), 885-906.
- Baker, E. C. S. (1917): The game birs of India, Burma and ceylon, part 21. Journ. Bombay Nat. Hist. Soc.. 25(1), 1-39.
- Baker, E. C. S. (1917): The game birds of India, Burma and Ceylon. Part 22. Journ. Bombay Nat. Hist. Soc.. 25(2), 161-198.
- Baker, E. C. S. (1918): The game birds of India, Burma and Ceylon. Part 23. Journ. Bombay Nat. Hist. Soc.. 25(3), 325-360.
- Baker, E. C. S. (1918): The game birds of India, Burma and Ceylon. Part 24. Journ. Bombay Nat. Hist. Soc.. 25(4), 521-546.
- Baker, E. C. S. (1913): The game birds of India, Burma and Ceylon. Part 9. Journ. Bombay Nat. Hist. Soc.. 22(1), 1-12.
- Baker, E. C. S. (1913): The game birds of India, Burma and Ceylon. Part 10. Journ. Bombay Nat. Hist. Soc.. 22(2), 219-229.
- Baker, E. C. S. (1913): The game birds of India, Burma and Ceylon. Part 11. Journ. Bombay Nat. Hist. Soc.. 22(3), 427-433.
- Baker, E. C. S. (1914): The game birds of India, Burma and Ceylon. Part 12. Journ. Bombay Nat. Hist. Soc.. 22(4), 653-657.
- Baker, E. C. S. (1914): A note on the sub-species of the Spot-bill Duck Anas poecilorhyncha. Journ. Bombay Nat. Hist. Soc.. 22(4), 805-807.
- Baker, E. C. S. (1911): The game birds of India, Burma and Ceylon. Part V. Journ. Bombay Nat. Hist. Soc.. 21(1), 20-47.
- Baker, E. C. S. (1911): The occurrence of Cygnus bewicki and other Swans in India. Journ. Bombay Nat. Hist. Soc.. 21(1), 273-274.
- Baker, E. C. S. (1912): The game birds of India, Burma and Ceylon. Part VI. Journ. Bombay Nat. Hist. Soc.. 21(2), 303-337.
- Baker, E. C. S. (1912): The Sooty Tern (Sterna fuliginosa) in Cachar. Journ. Bombay Nat. Hist. Soc.. 21(2), 684.
- Baker, E. C. S. (1912): The game bird of India, Burma and Ceylon. Part 7. Journ. Bombay Nat. Hist. Soc.. 21(3), 0722-0739.
- Baker, E. C. S. (1912): The game bird of India, Burma and Ceylon. Part 8. Journ. Bombay Nat. Hist. Soc.. 21(4), 1109-1128.
- Baker, E. C. S. (1910): The game birds of India, Burma and Ceylon. Journ. Bombay Nat. Hist. Soc.. 20(1), 1-32.
- Baker, E. C. S. (1910): The game birds of India, Burma and Ceylon. Part II. Journ. Bombay Nat. Hist. Soc.. 20(2), 259-278.
- Baker, E. C. S. (1911): The game birds of India, Burma and Ceylon. Part III. Journ. Bombay Nat. Hist. Soc.. 20(3), 547-596.
- Baker, E. C. S. (1911): The game birds of India, Burma and Ceylon. Part IV. Journ. Bombay Nat. Hist. Soc.. 20(4), 901-929.
- Baker, E. C. S. (1911): Occurrence of the Great Snipe (Gallinago major) near Bangalore. Journ. Bombay Nat. Hist. Soc.. 20(4), 1155.
- Baker, E. C. S. (1935): Native-taken eggs. Ibis, 13 5(2), 475-476.
- Baker, E. C. S. (1902): Occurrence of the 'Mandarin Duck' in India. Journ. Bombay Nat. Hist. Soc.. 14(3), 626-627.
- Baker, E. C. S. (1909): Second occurrence of the Snipe-billed Godwit in Assam. Journ. Bombay Nat. Hist. Soc.. 19(4), 994.
- Baker, E. C. S. (1908): Additional cuckoo notes. Journ. Bombay Nat. Hist. Soc.. 18(2), 275-279.
- Baker, E. C. S. (1908): Important additions to the Indian avifauna. The Chinese Crimson-horned Pheasant Tragopan temmincki and Bewicks Swan Cygnus bewicki. Journ. Bombay Nat. Hist. Soc.. 18(4), 753-755.
- Baker, E. C. S. (1908): An addition to the Indian avifauna. The Malayan Hawk-Cuckoo Hierococcyx fugax. Journ. Bombay Nat. Hist. Soc.. 18(4), 915.
- Baker, E. C. S. (1908): The oology of parasitic cuckoos. Journ. Bombay Nat. Hist. Soc.. 18(4), 915-916.
- Baker, E. C. S. (1906): The oology of Indian parasitic Cuckoos. Part I. Journ. Bombay Nat. Hist. Soc.. 17(1), 72-84.
- Baker, E. C. S. (1906): The oology of Indian parasitic Cuckoos. Part II. Journ. Bombay Nat. Hist. Soc.. 17(2), 351-374.
- Baker, E. C. S. (1906): On the Indian species of Bean-Goose. Journ. Bombay Nat. Hist. Soc.. 17(2), 537-538.
- Baker, E. C. S. (1906): The breeding of the Bengal Florican (Sypheotis bengalensis). Journ. Bombay Nat. Hist. Soc.. 17(2), 538-540.
- Baker, E. C. S. (1907): The oology of Indian parasitic Cuckoos. Part III. Journ. Bombay Nat. Hist. Soc.. 17(3), 678-697.
- Baker, E. C. S. (1907): Birds of the Khasia Hills. Part I. Journ. Bombay Nat. Hist. Soc.. 17(3), 783-795.
- Baker, E. C. S. (1907): Additional Cuckoo notes. Journ. Bombay Nat. Hist. Soc.. 17(4), 876-894.
- Baker, E. C. S. (1907): Birds of the Khasia Hills. (Part II). Journ. Bombay Nat. Hist. Soc.. 17(4), 957-975.
- Baker, E. C. S. (1904): The occurrence of the Red-breasted Goose Branta ruficollis in India. Journ. Bombay Nat. Hist. Soc.. 16(1), 155-156.
- Baker, E. C. S. (1903): Rare ducks. Journ. Bombay Nat. Hist. Soc.. 15(1), 141-142.
- Baker, E. C. S. (1903): The Crested Grebe. Journ. Bombay Nat. Hist. Soc.. 15(1), 142-143.
- Baker, E. C. S. (1903): Note on Clangula glaucion (the Golden-eye). Journ. Bombay Nat. Hist. Soc.. 15(2), 348-349.
- Baker, E. C. S. (1904): Occurrence of the Dwarf Goose Anser erythropus in Assam. Journ. Bombay Nat. Hist. Soc.. 15(3), 524.
- Baker, E. C. S. (1904): The occurrence of rare birds in India. Journ. Bombay Nat. Hist. Soc.. 15(4), 718.
- Baker, E. C. S. (1902): A correction. Turdinulus roberti. Suppression of Corythocichla squamata (Baker). Journ. Bombay Nat. Hist. Soc.. 14(3), 626.
- Baker, E. C. S. (1903): Indian ducks and their allies. Journ. Bombay Nat. Hist. Soc.. 14(4), 660-665.
- Baker, E. C. S. (1903): The eggs of the Long-billed Babbler Rimator malacoptilus. Journ. Bombay Nat. Hist. Soc.. 14(4), 814.
- Baker, E. C. S. (1900): Indian ducks and their allies. Part IX. Journ. Bombay Nat. Hist. Soc.. 13(1), 01-24.
- Baker, E. C. S. (1900): Indian ducks and their allies. Part X. Journ. Bombay Nat. Hist. Soc.. 13(2), 199-222.
- Baker, E. C. S. (1901): The birds of Cachar. Journ. Bombay Nat. Hist. Soc.. 13(3), 399-405.
- Baker, E. C. S. (1901): Occurrence of Podiceps cristatus in Assam. Journ. Bombay Nat. Hist. Soc.. 13(3), 535.
- Baker, E. C. S. (1901): The birds of Cachar. Journ. Bombay Nat. Hist. Soc.. 13(4), 563-570.
- Baker, E. C. S. (1901): Ocucrrence of Macrorhamphus semipalmatus in Assam. Journ. Bombay Nat. Hist. Soc.. 13(4), 705-706.
- Baker, E. C. S. (1901): The nidification of Rimator malacoptilus. Journ. Bombay Nat. Hist. Soc.. 13(4), 706-707.
- Baker, E. C. S. (1898): Indian ducks and their allies. Part V. Journ. Bombay Nat. Hist. Soc.. 12(1), 01-31.
- Baker, E. C. S. (1899): Indian ducks and their allies. Part VI. Journ. Bombay Nat. Hist. Soc.. 12(2), 235-261.
- Baker, E. C. S. (1899): Indian ducks and their allies. Part VII. Journ. Bombay Nat. Hist. Soc.. 12(3), 437-464.
- Baker, E. C. S. (1899): The birds of North Cachar. Part X. Journ. Bombay Nat. Hist. Soc.. 12(3), 486-510.
- Baker, E. C. S. (1899): Indian ducks and their allies. Part VIII. Journ. Bombay Nat. Hist. Soc.. 12(4), 593-620.
- Baker, E. C. S. (1897): Indian ducks and their allies. Part 1. Journ. Bombay Nat. Hist. Soc.. 11(1), 01-21.
- Baker, E. C. S. (1897): Indian ducks and their allies. Part II. Journ. Bombay Nat. Hist. Soc.. 11(2), 171-198.
- Baker, E. C. S. (1897): The birds of North Cachar. Part VIII. Journ. Bombay Nat. Hist. Soc.. 11(2), 222-233.
- Baker, E. C. S. (1897): The Blue Rock Thrush Petrophila solitaria. Journ. Bombay Nat. Hist. Soc.. 11(2), 336.
- Baker, E. C. S. (1898): Indian ducks and their allies. Part III. Journ. Bombay Nat. Hist. Soc.. 11(3), 348-367.
- Baker, E. C. S. (1898): The birds of North Cachar. Part IX. Journ. Bombay Nat. Hist. Soc.. 11(3), 390-405.
- Baker, E. C. S. (1898): Probable hybrid between the Scarlet-backed Flower-pecker Dicaeum cruentatum and the Fire-breasted Flower-pecker D. ignipectus. Journ. Bombay Nat. Hist. Soc.. 11(3), 467.
- Baker, E. C. S. (1898): Indian ducks and their allies. Part IV. Journ. Bombay Nat. Hist. Soc.. 11(4), 555-584.
- Baker, E. C. S. (1895): The birds of North Cachar. Part IV. Journ. Bombay Nat. Hist. Soc.. 10(1), 1-12.
- Baker, E. C. S. (1895): The identification of birds. Journ. Bombay Nat. Hist. Soc.. 10(1), 151-152.
- Baker, E. C. S. (1896): The birds of North Cachar. Part V. Journ. Bombay Nat. Hist. Soc.. 10(2), 161-168.
- Baker, E. C. S. (1896): The birds of North Cachar. Part VI. Journ. Bombay Nat. Hist. Soc.. 10(3), 339-371.
- Baker, E. C. S. (1897): The birds of North Cachar. Part VII. Journ. Bombay Nat. Hist. Soc.. 10(4), 539-567.
- Baker, E. C. S. (1897): Note on Pericrocotus speciosus vel paterculus. Journ. Bombay Nat. Hist. Soc.. 10(4), 631-632.
- Baker, E. C. S. (1894): The birds of North Cachar. Part II. Journ. Bombay Nat. Hist. Soc.. 9(1), 1-24.
- Baker, E. C. S. (1894): The birds of North Cachar. Part III. Journ. Bombay Nat. Hist. Soc.. 9(2), 111-146.
- Baker, E. C. S. (1893): The Bulbuls of North Cachar. Part V. Journ. Bombay Nat. Hist. Soc.. 8(1), 1-16.
- Baker, E. C. S. (1893): The birds of North Cachar. A catalogue of the Passeriformes, Coraciiformes and the Order Psittacii of the Sub-class Ciconiiformes. Journ. Bombay Nat. Hist. Soc.. 8(2), 162-211.
- Baker, E. C. S. (1892): The Bulbuls of North Cachar. Part I. Journ. Bombay Nat. Hist. Soc.. 7(1), 1-12.
- Baker, E. C. S. (1892): The Bulbuls of North Cachar. Part II. Journ. Bombay Nat. Hist. Soc.. 7(2), 125-131.
- Baker, E. C. S. (1892): List of birds' eggs of North Cachar. Journ. Bombay Nat. Hist. Soc.. 7(2), 251.
- Baker, E. C. S. (1892): The Bulbuls of North Cachar. Part III. Journ. Bombay Nat. Hist. Soc.. 7(3), 263-268.
- Baker, E. C. S. (1892): Notes on a new species of Wren found in North Cachar, Assam. Journ. Bombay Nat. Hist. Soc.. 7(3), 319-322.
- Baker, E. C. S. (1891): The Genus Chloropsis. Journ. Bombay Nat. Hist. Soc.. 6(1), 59-63.
- Baker, E. C. S. (1892): The Bulbuls of North Cachar. Part IV. Journ. Bombay Nat. Hist. Soc.. 7(4), 413-424.
- Baker, E. C. S. (1932): On the eggs of Phylloscopus griseolus. Ibis, 13 2(2), 393-394.
- Baker, E. C. S. (1896): Description of a new Cyanops from North Cachar. Novit. Zool. 3, 257-258.
- Baker, E. C. S. (1907): The breeding of the Bengal Florican Sypheotis bengalensis. Journ. Bombay Nat. Hist. Soc.. 17, 538-540.
- Baker, E. C. S. (1913): Zoological results of the Abor Expedition (1911-1912). XIX. Birds. Rec. Indian Mus. 8, 259-288.
- Baker, E. C. S. (1913): On a small collection of birds from the Mishmi Hills. N.E. Frontier of India. Rec. Indian Mus. 9, 251-254.
- Baker, E. C. S. (1918): Some notes on the dicruridae. Novit. Zool. 25, 291-304.
- Baker, E. C. S. (1919): Further notes on some Dicruridae. Novit. Zool. 26, 41-45.
- Baker, E. C. S. (1892): List of birds' eggs. Presented to the Society by Mr. E.C.S. Baker, of North Cachar, August, 1892. Journ. Bombay Nat. Hist. Soc.. 7(3), 390.
- Baker, E. C. S. (1892): Description of a new species of Wren from North-East India, together with an account of its nest and eggs. Ibis, 6 4(13), 62-64.
- Baker, E. C. S. (1895): Notes on the nidification of some Indian birds not mentioned in Hume's 'Nests and eggs.' Part 1. Ibis, 7 1(1), 41-64.
- Baker, E. C. S. (1895): Notes on the nidification of some Indian birds not mentioned in Hume's 'Nests and eggs.' Part 2. Ibis, 7 1(2), 217-236.
- Baker, E. C. S. (1896): Notes on the nidification of some Indian birds not mentioned in Hume's 'Nests and eggs.' Part 3. Ibis, 7 2, 318-357.
- Baker, E. C. S. (1901): On Indian birds' eggs and their variations. Ibis, 8 1(3), 411-423.
- Baker, E. C. S. (1906): Notes on the nidification of Indian birds not mentioned in Hume's 'Nest and eggs.' Part 1. Ibis, 8 6(21), 84-113.
- Baker, E. C. S. (1906): Notes on the nidification of Indian birds not mentioned in Hume's 'Nest and eggs.' Part 2. Ibis, 8 6(22), 257-285.
- Baker, E. C. S. (1908): The Indian Ducks and Their Allies. 1st ed. Bombay Natural History Society/R.H. Porter, London. xi+292 pages.
- Baker, E. C. S. (1910): Notes on the occurrence of Vultur monachus in Calcutta. Rec. Indian Mus. 5, 81.
- Baker, E. C. S. (1913): Indian Pigeons and Doves. Witherby and Co., London. xvi+260 pages. Scan
- Baker, E. C. S. (1913): Exhibition of a series of eggs of Asiatic parasitic cuckoos, and eggs of their foster parents. Bull. Brit. Orn. Union. 31(184), 34-35.
- Baker, E. C. S. (1913): Description of a new subspecies of Warbler (Acanthopneuste trochiloides harterti) from Khasia Hills. Bull. Brit. Orn. Union. 31(184), 36-37.
- Baker, E. C. S. (1913): Exhibition and description of a new species of thrush (Oreocincla whiteheadi) from the Khaghan Valley, with notes by Capt. C.H.T. Whitehead. Bull. Brit. Orn. Union. 31(188), 79-80.
- Baker, E. C. S. (1913): Remarks on Oreocincla mollissima and O. dixoni. Bull. Brit. Orn. Union. 31(188), 81-82.
- Baker, E. C. S. (1913): Exhibition of nests and eggs of Chaetura sylvatica and C. indica, with remarks on the nidification of the genus. Bull. Brit. Orn. Union. 33(191), 36-37.
- Baker, E. C. S. (1913): Remarks on differently coloured eggs of the species of swallow found in India. Bull. Brit. Orn. Union. 33(191), 42.
- Baker, E. C. S. (1913): Exhibition of a pair of Blood-pheasants (Ithagenes cruentus kuseri) from the Mishmi Hills, with remakrs and a description of the female hitherto unknown to science. Bull. Brit. Orn. Union. 33(193), 83-84.
- Baker, E. C. S. (1914): Exhibition of three forms of the Scimitar Babbler (Pomatorhinus erythrogenys) and the description of a new species (Pomatorhinus haringtoni). Bull. Brit. Orn. Union. 33(197), 123-124.
- Baker, E. C. S. (1914): Exhibition of eggs of the Blood-pheasant (Ithagenes cruentus kuseri). Bull. Brit. Orn. Union. 33(197), 124.
- Baker, E. C. S. (1914): Description of four new Indian birds - Trochalopterum erythrolaema woodi, Ixulus flavicollis baileyi, Ithagenes tibetanus, and Tragopan blythi molesworthi. Bull. Brit. Orn. Union. 35(200), 17-19.
- Baker, E. C. S. (1914): Some notes on the White-legged Falconet Microhierax melanoleucus. Avicult. Mag., 3 5(3), 93-98.
- Baker, E. C. S. (1914): Some notes on tame Serpent Eagles. Spilornis cheela. Avicult. Mag., 3 5(5), 154-159.
- Baker, E. C. S. (1915): An albino bulbul. Rec. Indian Mus. 11, 351-352.
- Baker, E. C. S. (1915): Exhibition and description of a new subspecies - Laiscopus collari whymperi - from Garhwal. Bull. Brit. Orn. Union. 35(204), 60-61.
- Baker, E. C. S. (1915): Note on the genus Ithagenes. Ibis, 10 3(1), 122-128.
- Baker, E. C. S. (1916): Description of a new Larvivora. Novit. Zool. 23, 298.
- Baker, E. C. S. (1917): Notes on the nidification of some Indian Falconidae. Ibis, 10 5(2), 224-241.
- Baker, E. C. S. (1917): Notes on the nidification of some Indian Falconidae. II. The genus Accipiter. Ibis, 10 5(3), 350-362.
- Baker, E. C. S. (1918): Notes on the nidification of some Indian Falconidae. III. the genera Ictinaetus and Microhierax. Ibis, 10 6(1), 51-68.
- Baker, E. C. S. (1918): Erythrism in birds' eggs: An address read at the Third Oological Dinner on 26 September, 1917. Ibis, 10 6(1), 68-75.
- Baker, E. C. S. (1919): Two interesting albinos. Rec. Indian Mus. 16(1), 167.
- Baker, E. C. S. (1919): Some notes on the genus Surniculus. Novit. Zool. 26, 291-294.
- Baker, E. C. S. (1919): Some notes on Oriental woodpeckers and barbets. Ibis, 11 1(2), 181-222.
- Baker, E. C. S. (1921): The Game-birds of India, Burma and Ceylon. Ducks and Their Allies. 2nd ed. Vol. 1. 2 vols. Bombay Natural History Society/John Bale, Sons, London. xvi+340 pages.
- Baker, E. C. S. (1921): The Game-birds of India, Burma and Ceylon. 2nd ed. Vol. 2. 2 vols. Bombay Natural History Society/John Bale, Sons and Danielsson, Ltd, London. 328 pages.
- Baker, E. C. S. (1922): Cuckoos - some theories about the birds and their eggs. Bull. Brit. Orn. Union. 42(267), 93-112.
- Baker, E. C. S. (1922): A note on some Oriental Zosteropidae, and descriptions of new subspecies. Ibis, 11 4(1), 142-147.
- Baker, E. C. S. (1922): The Fauna of British India, Including Ceylon and Burma. 2nd ed. Vol. 1. 8 vols. Taylor and Francis, London.
- Baker, E. C. S. (1924): The Fauna of British India, Including Ceylon and Burma. 2nd ed. Vol. 2. 8 vols. Taylor and Francis, London.
- Baker, E. C. S. (1926): The Fauna of British India, Including Ceylon and Burma. 2nd ed. Vol. 3. 8 vols. Taylor and Francis, London.
- Baker, E. C. S. (1927): The Fauna of British India, Including Ceylon and Burma. 2nd ed. Vol. 4. 8 vols. Taylor and Francis, London.
- Baker, E. C. S. (1928): The Fauna of British India, Including Ceylon and Burma. 2nd ed. Vol. 5. 8 vols. Taylor and Francis, London.
- Baker, E. C. S. (1929): The Fauna of British India, Including Ceylon and Burma. 2nd ed. Vol. 6. 8 vols. Taylor and Francis, London.
- Baker, E. C. S. (1930): The Fauna of British India, Including Ceylon and Burma. 2nd ed. Vol. 7. 8 vols. Taylor and Francis, London.
- Baker, E. C. S. (1930): The Fauna of British India, Including Ceylon and Burma. 2nd ed. Vol. 8. 8 vols. Taylor and Francis, London.
- Baker, E. C. S. (1923): Hand-list of Birds of the Indian Empire. R.A. Spence, Bombay. 240 pages.
- Baker, E. C. S. (1923): Cuckoos' eggs and evolution. Proc. Zool. Soc., 277-294.
- Baker, E. C. S. (1930): Tha Game-Birds of India, Burma, and Ceylon (Pheasants and Bustard-Quail). Vol. 3. Bombay Natural History Society, London.
- Baker, E. C. S. (1932): The Nidification of Birds of the Indian Empire. Vol. 1. 4 vols. Taylor & Francis, London. xxiii+470 pages.
- Baker, E. C. S. (1933): The Nidification of Birds of the Indian Empire. Vol. 2. 4 vols. Taylor & Francis, London. vi+564 pages.
- Baker, E. C. S. (1934): The Nidification of Birds of the Indian Empire. Vol. 3. 4 vols. Taylor & Francis, London. vii+568 pages.
- Baker, E. C. S. (1935): The Nidification of Birds of the Indian Empire. Vol. 4. 4 vols. Taylor & Francis, London. x+546 pages.
- Baker, E. C. S. (1942): Cuckoo Problems. H.F. & G. Witherby Ltd., London. xvi+207 pages.
- Baker, E. C. S. (1939): The nomenclature of birds. Journ. Bombay Nat. Hist. Soc.. 41(2), 429-433.
- Baker, E. C. S. (1915): A revision of the genus Gennaeus. Journ. Bombay Nat. Hist. Soc.. 23(4), 658-689.
- Baker, E. C. S. (1923): A hand-list of the Genera and Species of birds of the Indian Empire. Bombay Natural History Society, Bombay. ix+240 pages. scan